# Schaltwerk (Fahrrad)

2008er Shimano XTR Shadow Schaltwerk RD-M972 SGS von der Seite

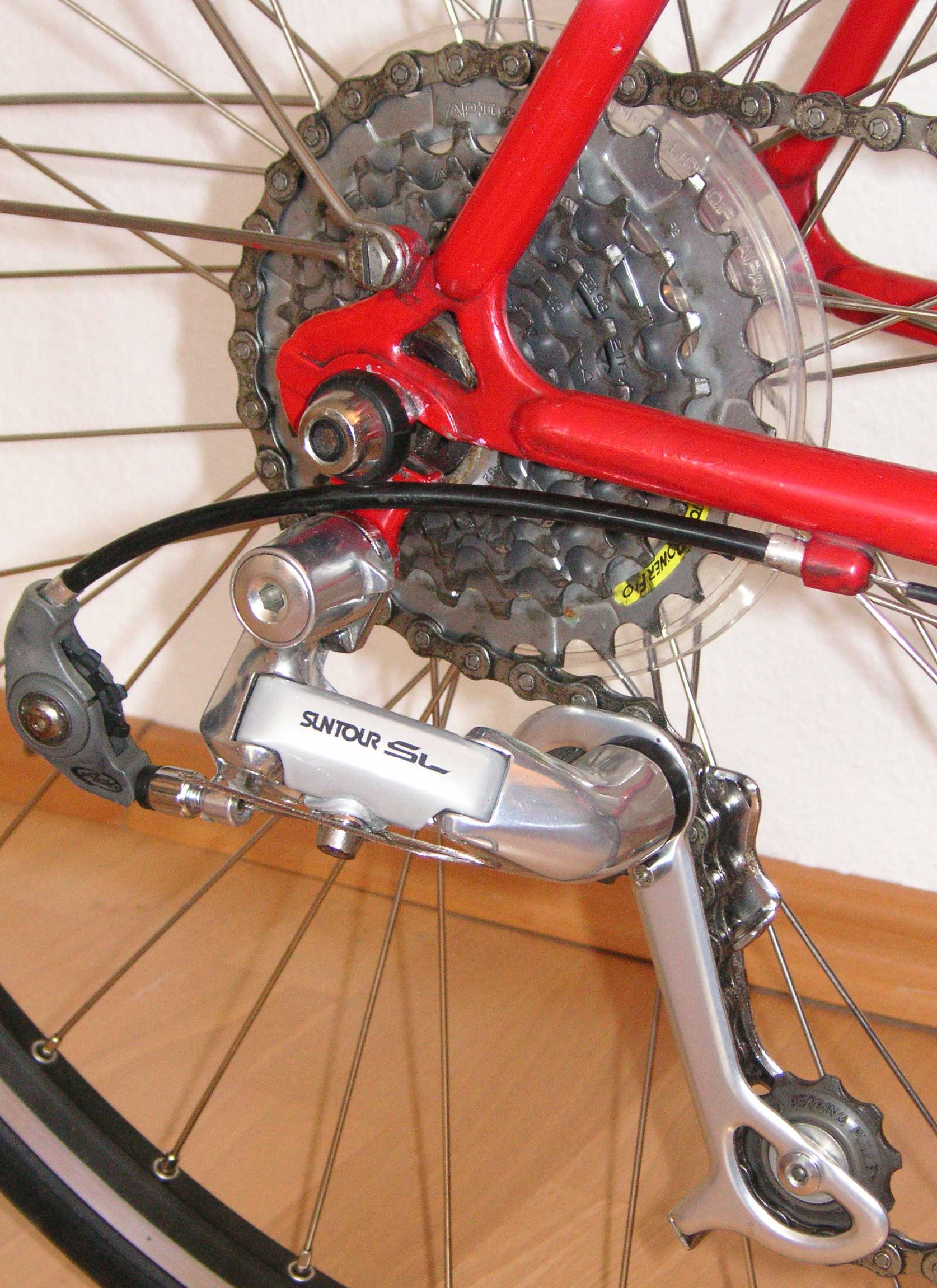
Suntour SL Schaltwerk (1993) mit modifizierter Schaltschwinge (long cage) und Avid Rollamajig Zugumlenkung

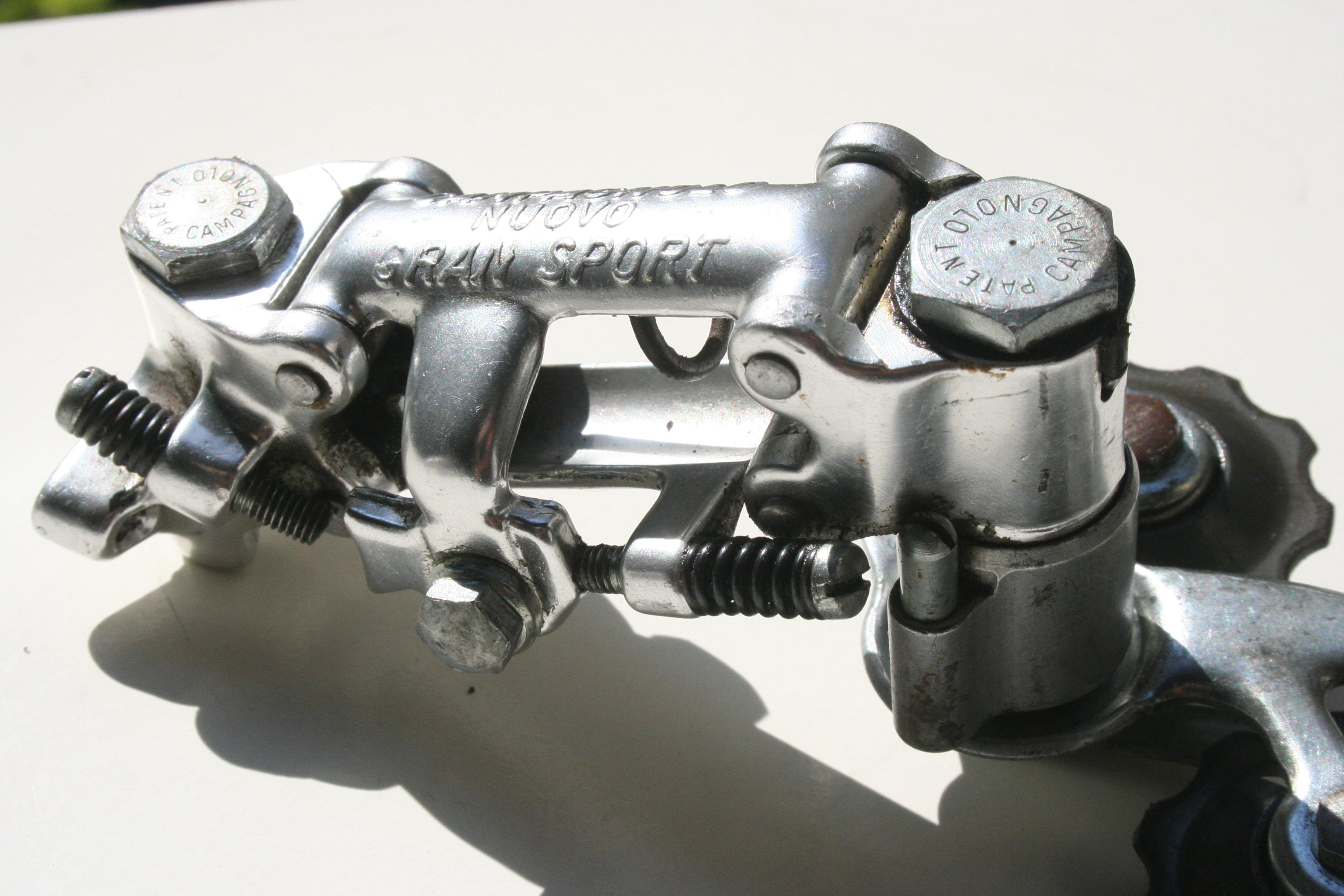
Campagnolo-Schaltwerk „Nuovo Gran Sport“ (1960er Jahre Rennrad-Gruppe) mit Justierschrauben zur Begrenzung an oberem und unterem Zahnkranz

Das Schaltwerk (frz.: dérailleur arrière, engl.: rear derailleur) ist die hintere Schaltungsvorrichtung bei einer Kettenschaltung am Fahrrad. Das Schaltwerk wird an einem Schaltauge befestigt, das sich am hinteren rechten Ausfallende des Rahmens etwas unterhalb der Achsaufnahme befindet.

## Begriff
Umgangssprachlich wird das Schaltwerk auch als Schaltung bezeichnet, was jedoch nicht ganz korrekt ist, da die gesamte Schaltung viel mehr Bauteile umfasst. Vereinzelt sind auch die Begriffe Umwerfer oder Überwerfer in Gebrauch, diese bezeichnen jedoch den vorderen Teil der Kettenschaltung.

## Geschichte
Die Entwicklung der Kettenschaltung wird oft dem Italiener Tullio Campagnolo zugeschrieben, dies stimmt jedoch nicht. Paul de Vivie entwickelte um 1906 einen Umwerfer. Bereits 1889 nutzte er unterschiedliche Kettenblätter. Es soll allerdings schon 1869 ein Prototyp eines Schaltwerks auf dem Salon du vélocipède de Paris präsentiert worden sein. 1895 soll Jean Loubeyre den « Polycelere » vorgestellt haben, das erste echte Schaltwerk, angeboten im Katalog der Compagnie Générale des Cycle.
Campagnolo erfand 1930 die Schnellspannnabe für das Hinterrad bei Fahrrädern. Diese Nabe machte einen relativ schnellen Gangwechsel zur damaligen Zeit überhaupt erst möglich. Der Fahrer musste anhalten und das Hinterrad lockern, die Kette auf einen anderen Zahnkranz legen und das Laufrad danach wieder fixieren. Bis zur Erfindung der Schnellspannnabe war dies nur mit Werkzeug möglich. Da es den Rennfahrern sowohl damals als auch heute untersagt ist, Nabenschaltungen zu benutzen, die für Alltagsradler seit 1902 einen bequemen Gangwechsel ermöglichen, stellte der Schnellspanner das erste praktikable System dar, während einer Rennfahrt mehrere Male den Gang zu wechseln.
Die ersten Schaltwerke kamen nach 1935 auf und schalteten zunächst axial (parallel zur Hinterradachse). Die ersten brauchbaren und bei Rennen benutzten Schaltungen stammten von den Gebrüdern Nieddu aus Italien, die ihre Schaltung Vittoria Margherita nannten. Auch wurden Schaltungen mit dem Namen Giuseppina bzw. Super Champion in Frankreich entwickelt. Diese Schaltungen waren schon unter Spitzensportlern bekannt, allerdings nicht sehr verbreitet. Sie waren sehr störanfällig und verschmutzten stark. Die erste Schaltung, die weite Verbreitung fand, war die Schalteinheit Chorus des Herstellers Campagnolo ab 1946. Weltweite Berühmtheit erreichte dann die Campagnolo Record Schaltgruppe, mit der ab 1962 für mehrere Jahrzehnte die meisten Räder von Leistungssportlern ausgerüstet waren.
Das Prinzip des Schaltens über ein Parallelogramm mit zwei Gelenken hat sich seit dessen Einführung 1984 in seinen wesentlichen Aspekten nicht mehr verändert.
Ab Mitte der 2010er Jahre werden elektronische Schalteinheiten angeboten.

## Technisches Prinzip
Schaltwerke dienen dazu, die laufende Fahrradkette zwischen mehreren unterschiedlich großen Zahnkränzen am Zahnkranzpaket hin und her zu führen. Auf diese Weise wird die Übersetzung gewechselt. Die Betätigung erfolgt meist über einen Schalthebel in Griffweite des Fahrers, der über einen Bowdenzug mit dem Schaltwerk verbunden ist. Bei elektronischen Fahrradkettenschaltungen bewegt ein Microprozessor-gesteuerter Servomotor das Parallelogramm des Schaltwerks.
Da der Wechsel der Ritzel wie auch der der Kettenblätter vorne eine Änderung der freien Kettenlänge induziert, ist am Schaltwerk der Schaltwerkskäfig angebaut, der die Funktion eines ständigen Kettenspanners hat und dessen Länge mit der Anzahl auszugleichender Zahndifferenzen steigt. Seine obere Rolle, die Leitrolle, bewegt sich in etwa in der Schräge der Ritzelkassette und stellt so sicher, dass etwa der gleiche Abstand zwischen Schaltungsrädchen und Ritzel eingehalten wird (Schrägparallelogrammkäfig).
Bis Anfang der 1980er Jahre galt: schaltete der Radfahrer auf das größte Ritzel, war der Abstand zwischen Schaltwerk und Ritzel klein. Wurde dagegen auf das kleinste Ritzel geschaltet, musste die Kette einen entsprechend größeren Abstand zwischen Schaltwerk und Ritzel überbrücken. Erst die Entwicklung des Schrägparallelogrammkäfigs durch die japanische Firma Suntour und deren erhebliche Verbesserungen ab 1984 durch Shimano bildete die Grundlage für die heutige Schaltwerkstechnik.

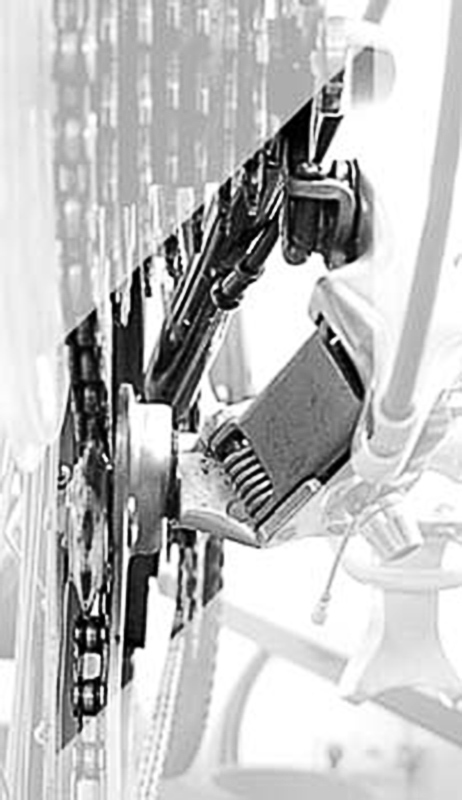
Durch Schrägstellung des Parallelogramm-Mechanismus folgt der Käfig etwa dem Außendurchmesser der Ritzel

Durch das Ziehen am Schalthebel wird der Zug gespannt und der Käfig des Schaltwerks bewegt sich. Drückt der Radfahrer den Schalthebel, wird der Zug entspannt und der Käfig des Schaltwerks bewegt sich durch Federwirkung in die entgegengesetzte Richtung. Traditionell bewegt sich der Käfig beim Spannen des Bowdenzugs nach innen in Richtung Nabe.
Die Kette läuft über Leitröllchen und springt entsprechend auf ein größeres oder kleineres Ritzel über. Durch speziell geformte Ritzel (Shimano-Bezeichnungen dafür sind Hyperglide, Uniglide und Interactive Glide) sind die Übergänge „weicher“ und die Schaltvorgänge weniger ruckartig. Auch wird dadurch möglich, unter einer gewissen Last schalten zu können.
Bei frühen Schaltwerken musste der Radfahrer beim Schalten selbst darauf achten, den Schaltwerkskäfig möglichst exakt über dem gewünschten Ritzel zu platzieren. Heute verfügen Kettenschaltungen über Raststufen im Schalthebel, sie werden indexierte Schaltung genannt und sind mittlerweile Standard. Bis in die 1990er Jahre verfügten einige Schalthebel über abschaltbare Raststufen.
Das Zahnkranzpaket enthält bis zu dreizehn Zahnkränze mit 10 bis über 50 Zähnen, bei Rennrädern oft nur bis 21 oder 25 Zähnen.

## Varianten

### Inverses Schaltwerk
Bis Ende der 1950er war eine low normal-Konfiguration üblich, bei der sich das Schaltwerk bei Zugentlastung nach innen in Richtung der größeren Ritzel bewegt. Ab den 1960er-Jahren konnten sich Parallelogrammschaltwerke in high normal-Bauweise (auch top normal) durchsetzen, bei denen die Federspannung das Schaltwerk nach außen in Richtung der kleinsten Ritzel drückt. Heutzutage werden fast ausschließlich high normal-Schaltwerke hergestellt.
Von 1997 bis Mitte der 2000er bot Shimano unter dem Namen Rapid Rise Mountainbikeschaltwerke in low normal-Konfiguration an und bewarb es mit schnelleren, sanfteren und weniger kraftaufwändigem Hochschalten. Aufgrund der benötigten Umgewöhnung der Schalthebelbedienung in der Assoziation mit den gleichzeitig eingeführten und unbeliebten Dual Control-Brems-Schalthebeln konnte sich das System nicht durchsetzen.

### Kompakte Schaltwerke

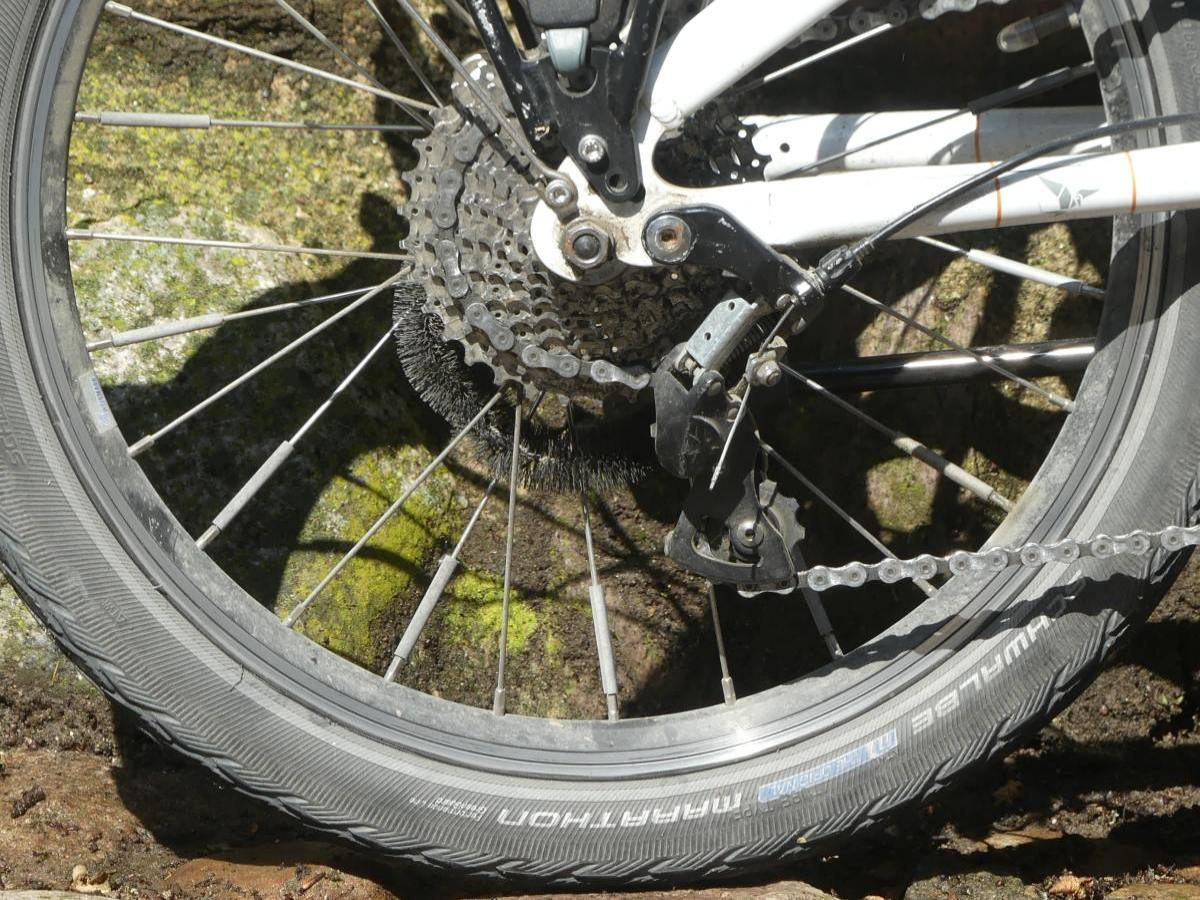
Neos-Schaltwerk an einem Faltrad mit 20-Zoll-Laufrad

Für Fahrräder mit relativ kleinen Laufrädern, z. B. Falträder und Liegeräder sind besonders kompakte Schaltwerke verfügbar. Die Shimano-ZEE-Schaltwerke wurden ursprünglich für Freeride und Downhill angeboten, weil sie mit ihren geringen Ausmaßen weniger stoßgefährdet sind. Nebenbei sind sie auch für kleine Laufräder sehr gut geeignet.
Einen Sonderfall stellen die Schaltwerke der Neos-Baureihe dar, die ursprünglich an Dahon- und später auch an Tern-Falträdern verbaut wurden. Die Neos-Schaltwerke schalten invers und haben eine Befestigung vor der Achse des Hinterrads, wodurch sie kaum exponiert und beim Verladen des gefalteten Fahrrads wenig gefährdet sind. Sie sind mechanisch nicht kompatibel zu den sonst weit verbreiteten Schaltwerken, lassen sich jedoch mittels Adapter durch gängige Schaltwerke ersetzen.